# Cartouche (munition)
Pour les articles homonymes, voir Cartouche.

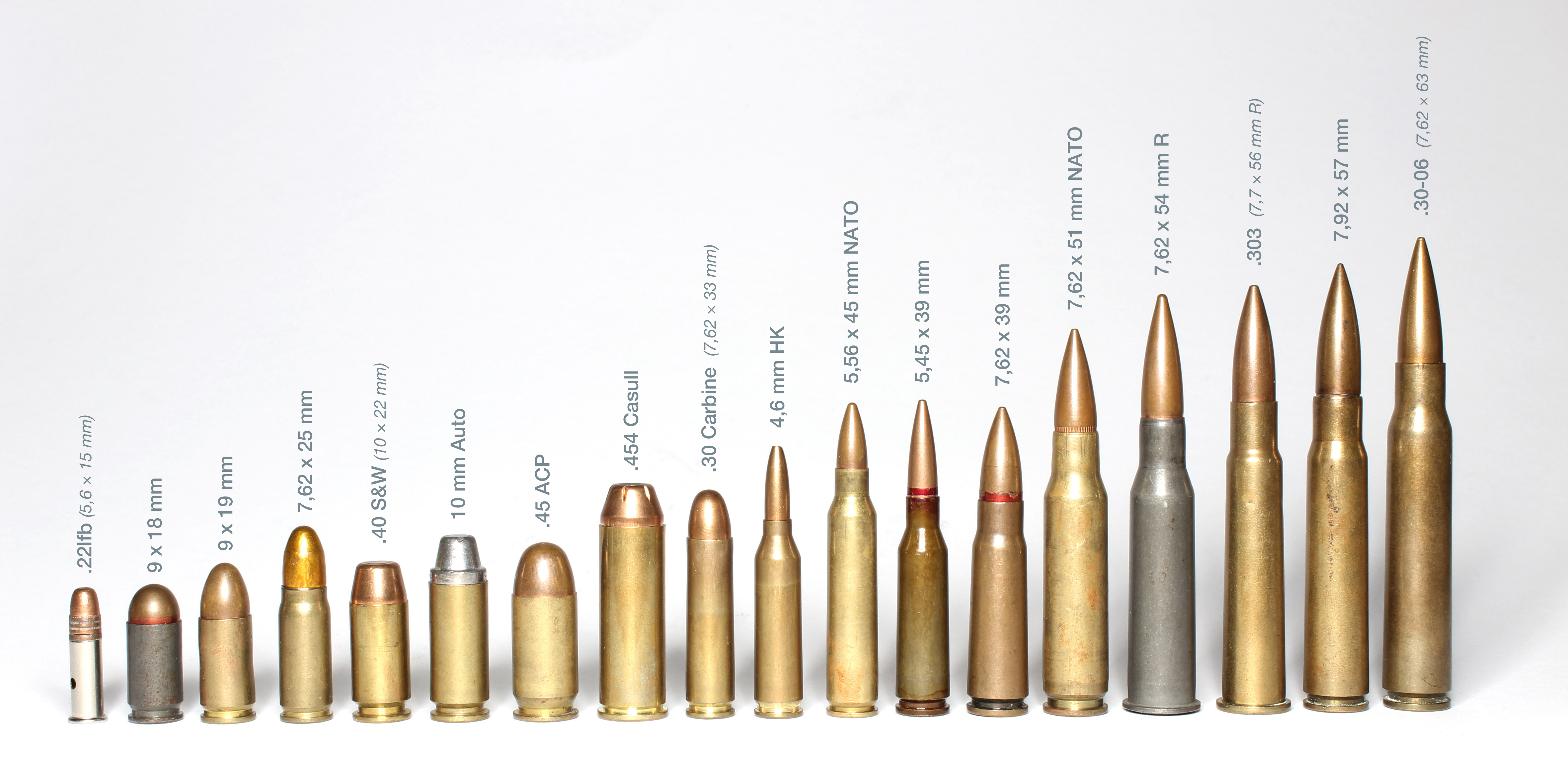
Des cartouches d’armes légères, du .22LR au .30-06 Springfield.

Une cartouche est un type de munition utilisé par les armes à feu comprenant un projectile, un agent propulseur et l’amorce permettant la mise à feu, le tout maintenu ensemble et protégé par un contenant. La cartouche est l’élément central des armes à feu modernes et la conception ou le choix d’une cartouche est généralement l’étape préalable à toute conception d’une telle arme. Par extension de sens et bien qu’incorrect, il est d’usage courant qu’au lieu du mot cartouche soit utilisé le mot désignant son projectile, par exemple « balle » ou « obus ».

## Parties constitutives

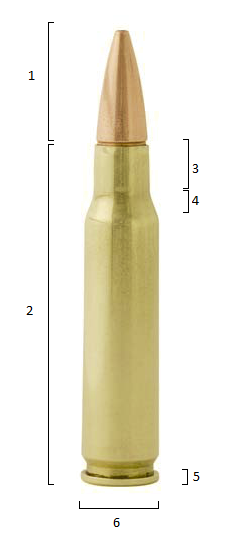
Parties d’une cartouche de 7,62 × 51 mm OTAN : 1. Balle ; 2. Étui ; 3. Collet ; 4. Raccordement ; 5. Gorge ; 6. Culot.

### Contenant
Le contenant, appelé étui ou douille, a deux fonctions : il maintient ensemble les différents composants de la cartouche et les protège, notamment les parties pyrotechniques, des éléments et des chocs. Dans la plupart des cas, le contenant sert également à sceller étroitement la chambre de l’arme afin de contraindre les gaz dans la direction voulue. Sur les cartouches modernes, il est le plus souvent en laiton, car ce métal à une ductilité idéale et résiste bien à la corrosion. D’autres métaux sont parfois utilisés, comme l’acier, plus économique, l’aluminium, plus léger, ou le plastique.
Le contenant est un tube, le plus souvent d’une seule pièce. Son sommet, là où est serti le projectile, est appelé collet, et le bord supérieur lèvre. En dessous, le corps contient l’agent propulseur, tandis que sa base, appelée culot, contient l’amorce. Le contenant peut être de différentes formes : cylindrique quand le corps et le collet ont le même diamètre ; conique quand le diamètre diminue progressivement vers le haut ; à col de bouteille quand le diamètre du collet se réduit fortement sur une courte distance.
Le culot porte souvent des inscriptions identifiant le type et le fabricant de la cartouche, ainsi que sa date de fabrication. Il peut comprendre un bourrelet, qui améliore le scellement de la chambre et peut être agrippé par l’extracteur du système de rechargement de l’arme. Le bourrelet pouvant gêner le rechargement automatique, il n’est généralement pas présent sur les cartouches destinées à ce type d’arme ; la douille comporte alors simplement une gorge au-dessus du culot afin de permettre son extraction de la chambre. Différentes variantes intermédiaires existent entre l’étui à bourrelet et l’étui à gorge : l’étui à demi-bourrelet dispose à la fois d’un bourrelet et d’une gorge, tandis que l’étui à bourrelet réduit dispose d’une gorge et d’un bourrelet de diamètre plus faible que celui de corps. Enfin les douilles à culot renforcé ont un bourrelet au-dessus de la gorge, une disposition permettant de rendre l’étui plus résistant sur les cartouches puissantes,.

### Projectile
Le projectile est la partie effective de la cartouche et, par extension, de l’arme, dont il est la raison d’être. Les projectiles sont de nature, de composition et de forme variable selon l’effet attendu et peuvent porter des noms spécifiques selon celles-ci. Une balle est ainsi un projectile métallique sphérique ou ogival tiré par une arme portative, tandis qu’on parlera de boulet pour un projectile de même type tiré par un canon. L’obus est un projectile creux emportant une charge explosive, incendiaire, chimique, biologique ou nucléaire. La fléchette, ou flèche pour les plus gros calibres, est un projectile long et effilé ayant une capacité perforante ; elle nécessite la présence d’un sabot détachable ou est utilisée en masse à la manière de la grenaille, un petit projectile sphérique.
Lorsque le projectile est un obus, il est généralement doté d’une ou plusieurs fusées, dont le rôle est d’amorcer son contenu, par exemple en faisant exploser la charge explosive qu’il contient. Il existe de nombreux types et modèles de fusées : percutantes, à temps, de proximité, etc.. La base du projectile peut également comprendre une cavité remplie d’un produit chimique qui est mis à feu lorsque la cartouche est tirée et dont l’éclat de la combustion matérialise la trajectoire du projectile ; les projectiles ayant cette particularité sont dits traçants.

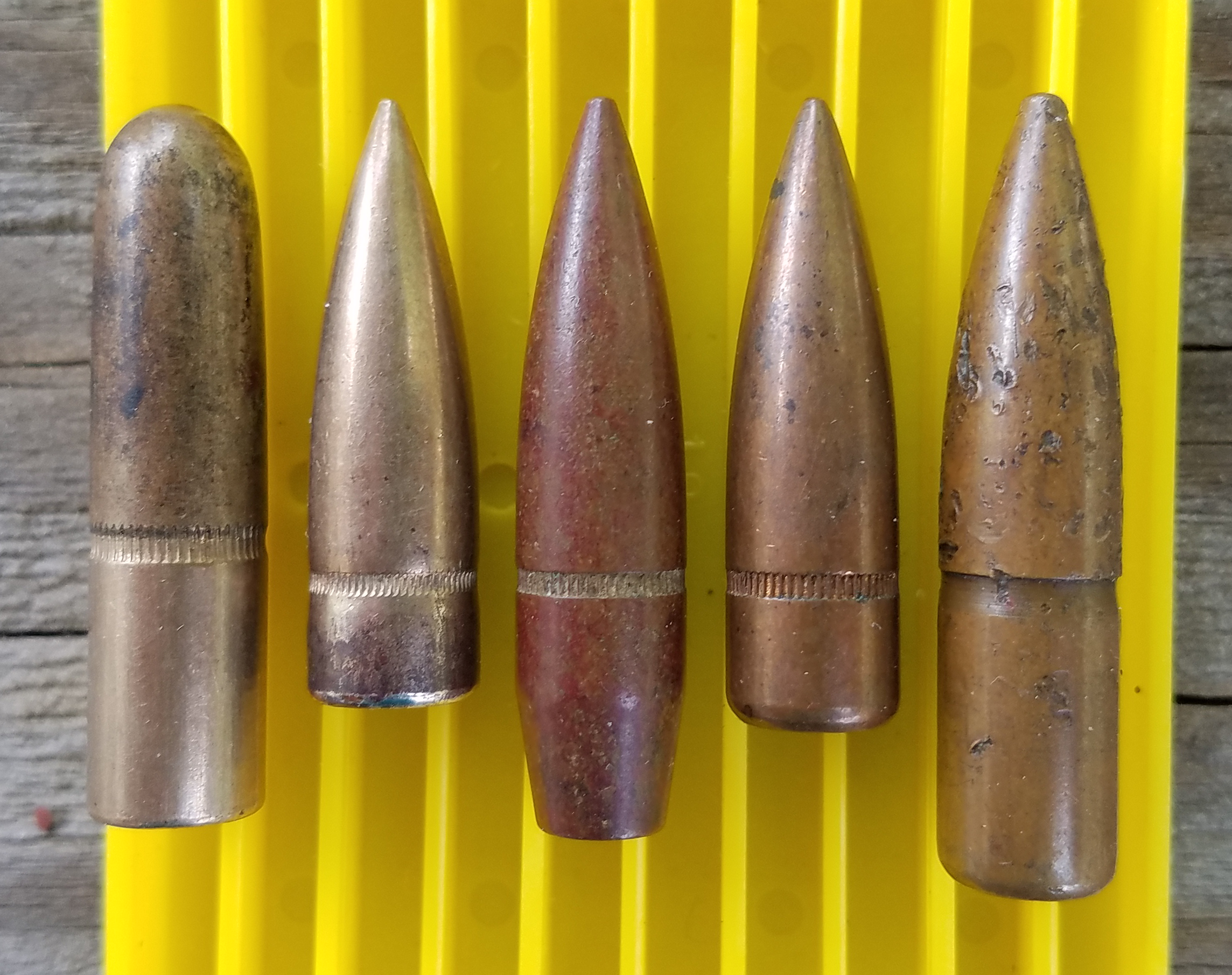
Des balles de différentes formes.
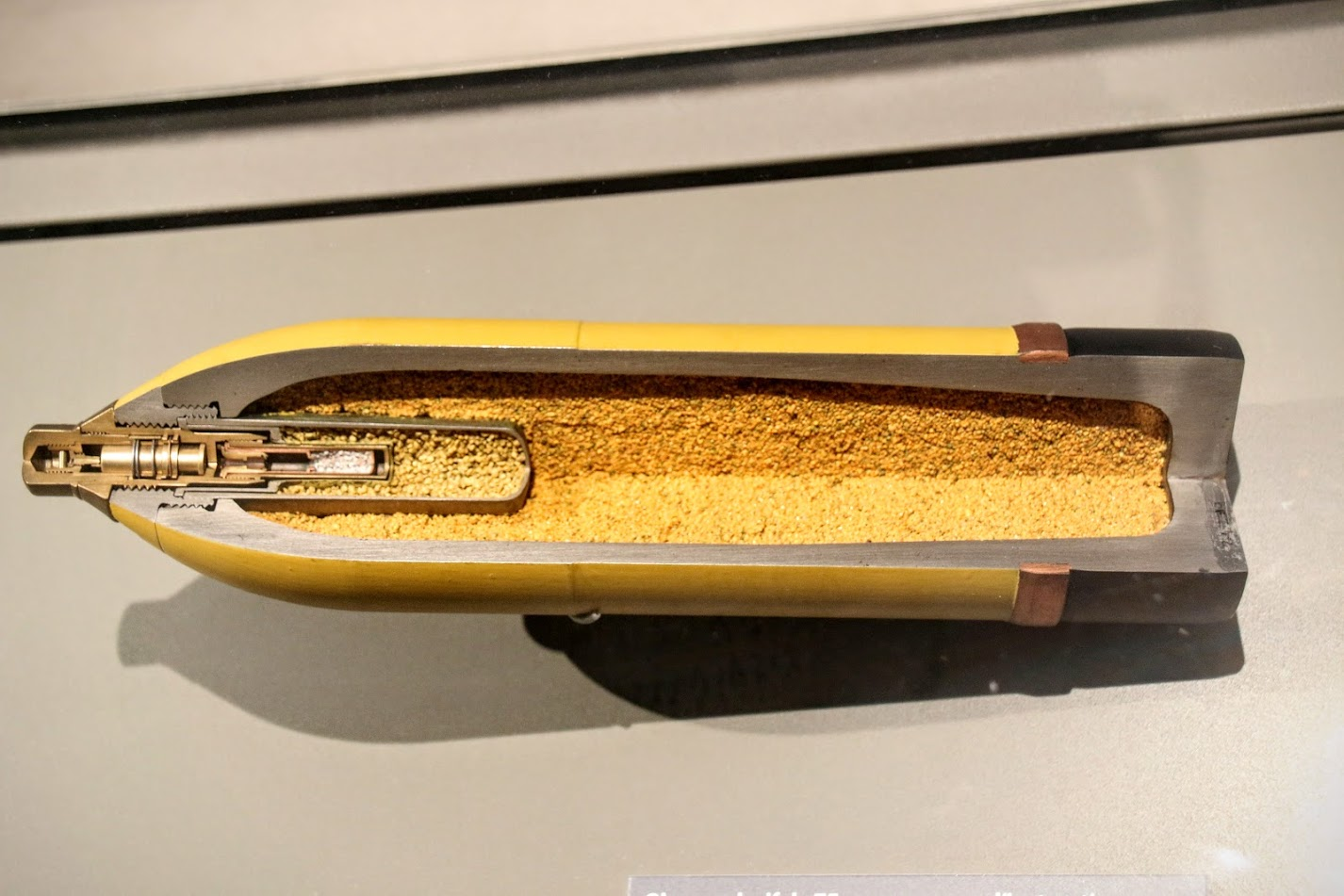
Vue en coupe d’un obus de 75 mm montrant la cavité du corps, ici remplie de poudre explosive.
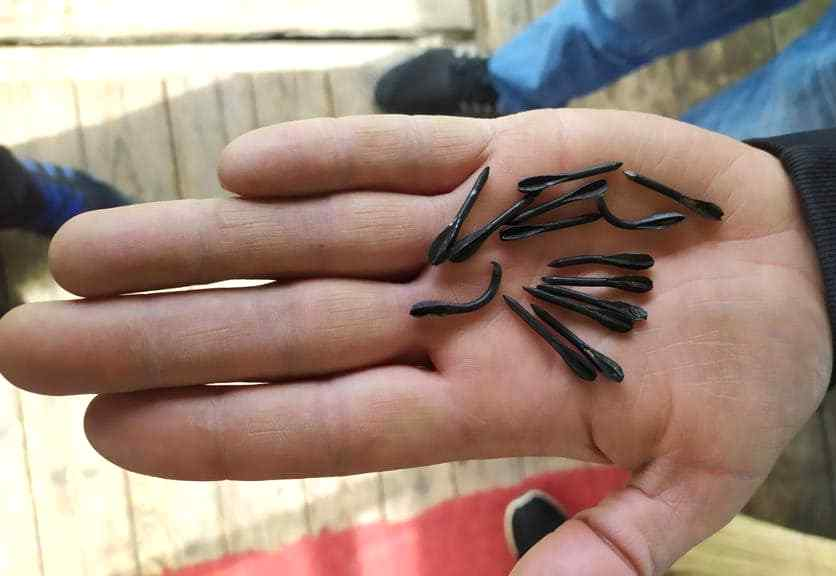
Fléchettes à usage antipersonnel.
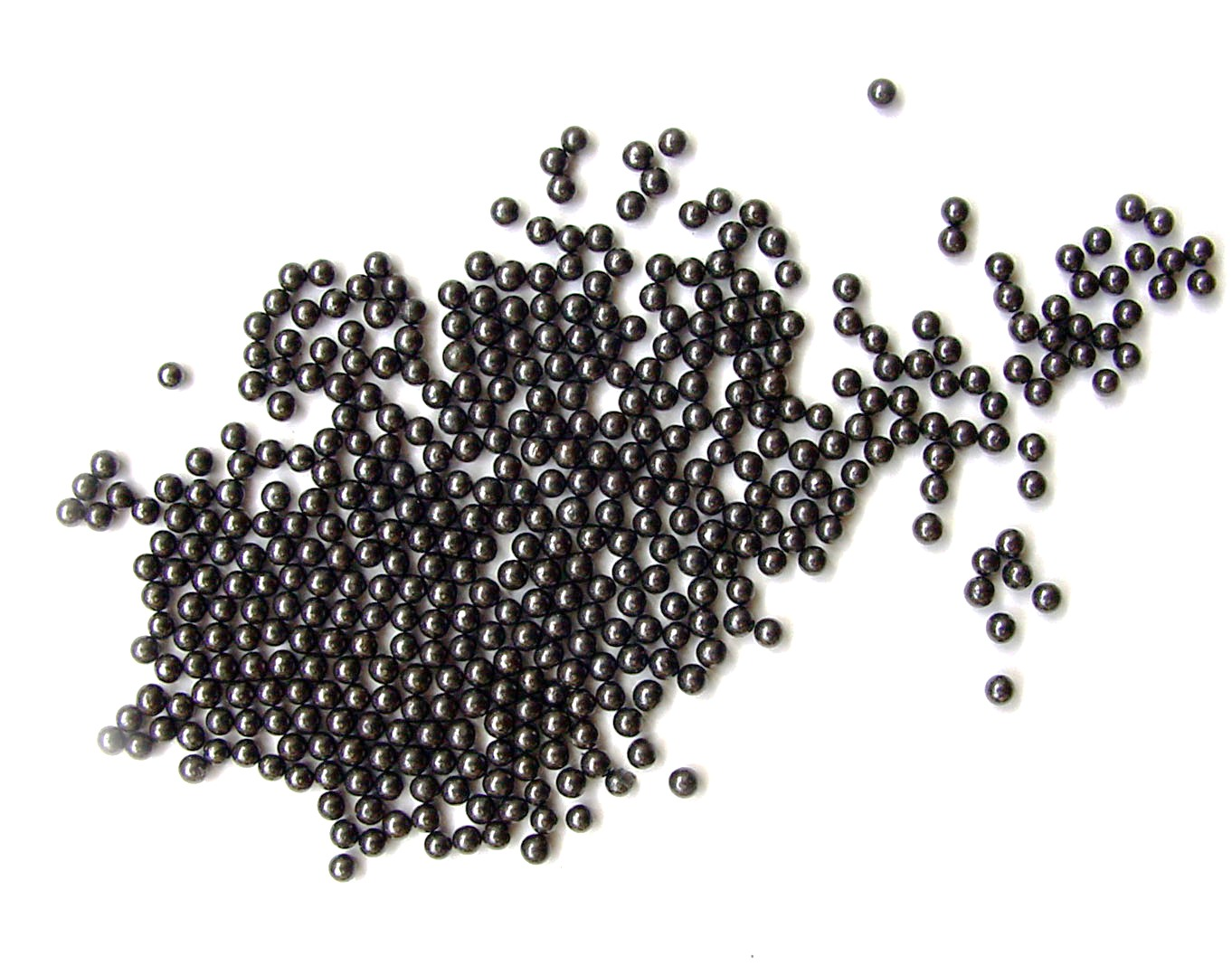
Grenaille de plomb.

### Agent propulseur
L’agent propulseur est un combustible qui déflagre une fois mis à feu. Cette déflagration génère des gaz, dont la pression dans l’espace clos de la chambre de l’arme, génère une poussée propulsant à grande vitesse le projectile. Le combustible est le plus souvent une poudre, éventuellement agrégée sous forme de grains ou de pellets. La poudre noire a d’abord été utilisée avant de laisser place à partir de la fin du XIXe siècle à la poudre sans fumée, dont il existe un grand nombre de recettes. L’agent propulseur idéal fourni le maximum de puissance, afin d’assurer au projectile une importante vitesse en sortie de bouche, mais limite la température et la pression dans la chambre pour ne pas endommager l’arme, ainsi que la fumée et l’éclair lumineux produits. Il doit également être résistant à l’humidité et suffisamment stable pour ne pas se dégrader avec le temps et éviter une combustion accidentelle.
Les agents propulseurs des cartouches modernes sont pour la plupart à base simple ou double : ceux à base double sont faits à base de nitroglycérine et de nitrocellulose, tandis que ceux à base simple ne comportent que de la nitrocellulose. La taille et la forme des grains (sphérique, cylindrique, en copeaux, etc.) influent grandement les propriétés de l’agent propulseur.

### Amorce
L’amorce est le plus souvent placée dans une boîte d’amorce située à la base et au centre de la cartouche, bien qu’il existe d’autres types moins répandus. Il s’agit d’une boîte ou d’un tube contenant un explosif primaire, par exemple du fulminate de mercure ou de l’azoture de plomb, très sensible aux chocs ou à la chaleur, qui est mis à feu lorsque le culot est heurté par le percuteur de l’arme, dans le cas des amorces à percussion, ou qu’il est chauffé par un courant électrique, dans le cas des amorces électriques. Il existe principalement deux types de boîte d’amorce à percussion centrale, dits « Boxer » et « Berdan » : le premier se trouve sur toutes les cartouches fabriquées aux États-Unis et contient l’ensemble des éléments, tandis que le second est prédominant en Europe et ne comprend pas l’enclume, qui doit donc se trouver dans le culot de la cartouche. Il n’est par conséquent pas possible de recharger une cartouche faite pour une amorce Berdan avec une amorce Boxer et vice-versa.
Bien que la plupart des cartouches modernes soient à percussion centrale, il existe également chez les cartouches plus anciennes ou des plus petits calibres des amorces à percussion annulaire, c’est-à-dire que la percussion s’effectue sur la périphérie du culot ; dans ce cas-là l’explosif primaire ne se trouve pas dans une boîte au centre de la cartouche mais est un anneau tapissant le fond de la cartouche.

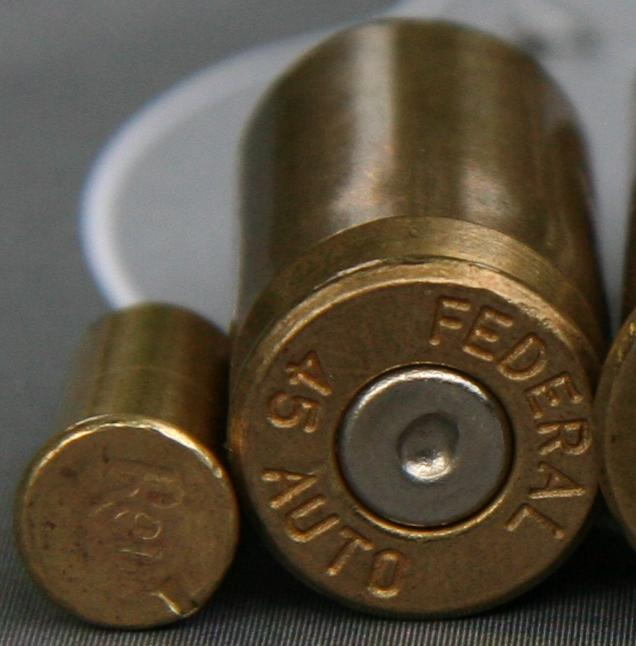
Cartouche à percussion annulaire (à gauche) et à percussion centrale (à droite). Les deux cartouches ont été percutées, comme le montre la marque du percuteur.
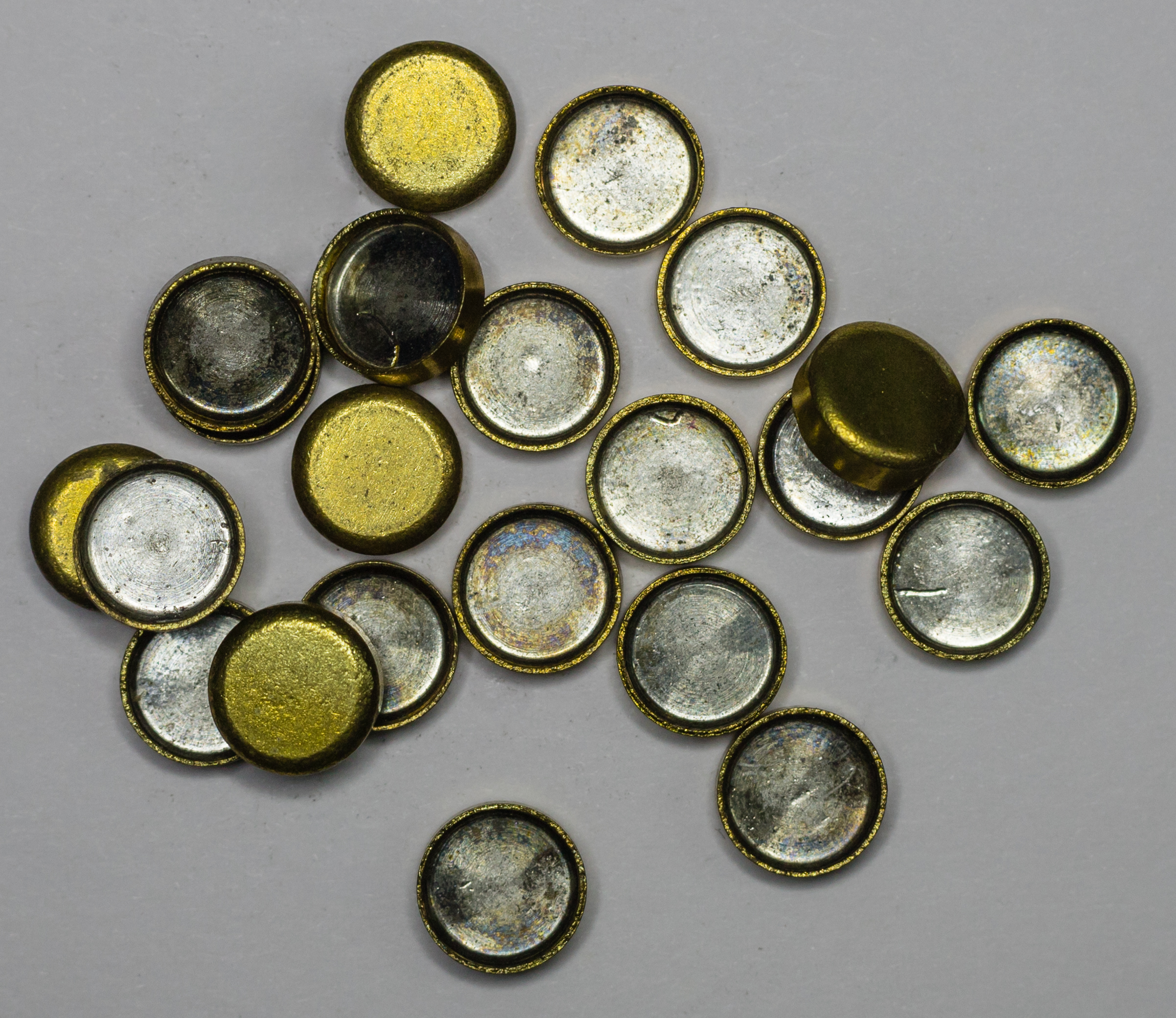
Boîtes d’amorce vides destinées à être montées sur des cartouches à percussion centrale.
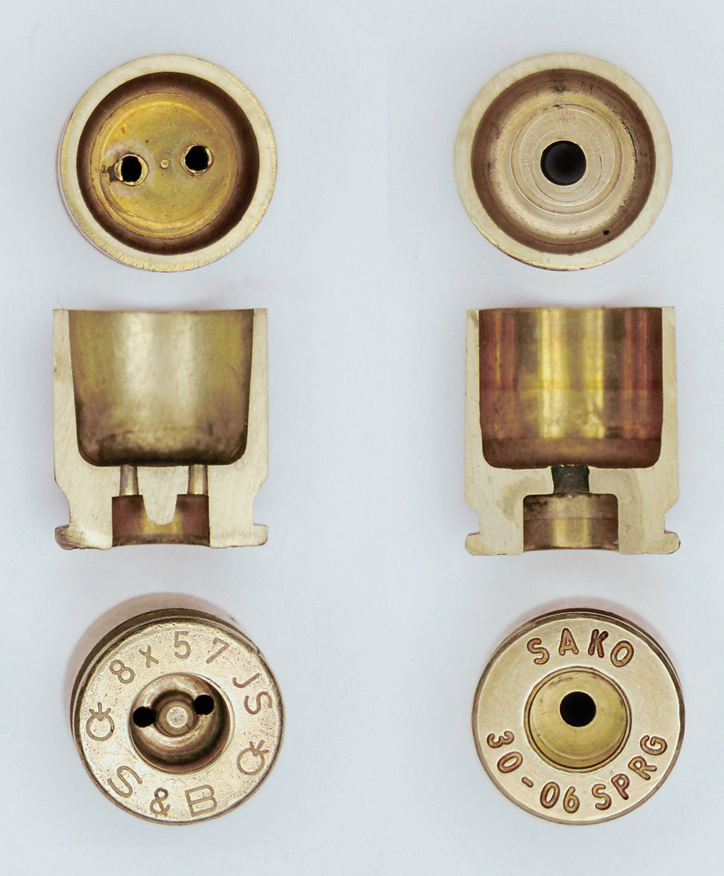
Cartouche pour amorce de type Berdan (à gauche) et Boxer (à droite).

## Historique
Pour les armes légères, la cartouche à étui métallique ne commence à se généraliser que dans les années 1860. La puissance limitée de la poudre noire restreint également les possibilités d’évolution, les cartouches de calibre inférieur à 9,5 mm étant pratiquement impossible à réaliser. L’arrivée de la poudre sans fumée dans les années 1880 lève ce problème et ouvre la voie à la réalisation de cartouches de fusil de petit calibre et à vitesse initiale élevée. Dans le même temps, les projectiles évoluent également avec l’apparition des balles chemisées remplaçant les balles en plomb nu.
Les Allemands étudient en profondeur à partir du milieu des années 1930 l’utilisation du fusil par l’infanterie. Ils constatent notamment que dans la majorité des cas, les cartouches utilisées sont trop puissantes au regard des distances effectives d’engagement en combat, qui sont dans l’immense majorité des cas inférieures à cinq cent mètres. Ils développent une cartouche dont le projectile est plus léger et porte moins, ce qui permet de diminuer la quantité de poudre et donc la taille totale de la cartouche ainsi que le recul généré. Il en résulte la cartouche 7,92 × 33 mm, qui permet de créer le premier fusil d’assaut, le Sturmgewehr 44.

## Identification

### Méthode d’identification
L’identification d’une cartouche est assurée en premier lieu par les marquages figurant sur la boîte la contenant et qui se rapportent à la nomenclature. En l’absence de boîte ou en cas de boîte non marquées, l’identification peut être effectuée en mesurant la balle et l’étui ou en se rapportant aux inscription figurant sur le culot. Le type de balle peut parfois aussi être reconnu grâce à des codes colorés, qui sont toutefois variables selon les pays. 

### Nomenclature
Il existe dans le monde plusieurs nomenclatures permettant d’identifier les modèles de cartouches. La nomenclature ayant cours en Europe continentale est la plus solide : la désignation d’un cartouche est composée du calibre et de la longueur de l’étui, indiqués en millimètres, suivi du nom du concepteur, du fabricant ou du standard, par exemple 7,92 × 57 mm Mauser ou 5,56 × 45 mm OTAN. Un R, pour rimmed, est ajouté dans le nom lorsque la douille est à bourrelet, par exemple 9,3 × 74R mm. Il est toutefois important de noter que le calibre correspond au diamètre de l’âme du canon devant tirer la balle et non à celui de la balle. Par conséquent, le diamètre de la balle est généralement supérieur à la dimension indiquée : la balle d’une cartouche 7,62 × 51 mm OTAN a ainsi un diamètre de 7,8 mm.
Les systèmes en usage dans d’autres pays sont moins réguliers. Ainsi aux États-Unis la désignation d’une cartouche se base en général sur le calibre, mais celui-ci peut être celui de la balle ou du canon de l’arme et la valeur n’est pas non plus forcément exacte : la cartouche .460 Weatherby Magnum a ainsi une balle de calibre .458. En outre, d’autres chiffres de signification très variable peuvent s’ajouter à celui du calibre : l’année d’entrée en production dans le cas de la .30-06 Springfield, la charge de poudre, exprimée en grains, dans le cas de la .30-30 Winchester ou encore la vitesse en sortie de bouche, par exemple la 250-3000 Savage. Là encore les chiffres ne sont pas forcément exacts, puisque la balle de cette dernière à un calibre de .257 et une vitesse en sortie de bouche de 2 800 pieds/seconde.

### Marquages de la cartouche
Sur de nombreuses cartouches, notamment militaires, le culot porte des inscriptions permettant d’identifier son producteur, sa date de production ou, plus rarement, le type de balle. Les inscriptions sont la plupart du temps sous forme de codes et leur disposition très variable, de sorte que leur compréhension nécessite presque toujours de disposer d’une documentation explicative. 
Des codes colorés peuvent également être utilisés sur les cartouches, généralement dans le but d’identifier la nature du projectile. Ces codes couleurs, peuvent se trouver sur la pointe du projectile ainsi que sur les vernis de scellement du collet et de la boîte d’amorce. Toutefois, dans ces deux derniers cas, la couleur du vernis n’est pas toujours porteuse de sens. En outre, les codes couleurs varient grandement selon les pays et les époques, de sorte que, là aussi, l’identification est délicate sans documentation. Par exemple, une balle perforante traçante est identifiée sur les anciennes cartouches françaises par une pointe noire au dessus d’une bande blanche, puis par une pointe noire au dessus d’une bande rouge pour les plus récentes, mais par une pointe argentée sur les cartouches américaines, tandis qu’en principe la norme OTAN indique une pointe rouge sur une bande argentée.

## Conditionnement

### Armes légères
Les cartouches d’armes légères sont conditionnées de différentes manières selon la phase de la chaîne logistique. La caisse est un contenant en bois, métal ou plastique, scellé et sécurisé de sorte que son contenu est protégé contre les intempéries et les chocs. Pesant généralement plusieurs dizaines de kilogrammes, elle n’est pas faite pour être emportée au combat. Plusieurs caisses peuvent être rassemblées sur une palette pour le transport à longue distance. La caisse ne contient généralement pas les cartouches en vrac, mais en lots plus petits pesant jusqu’à une quinzaine de kilogrammes. Il en existe de toute sorte, les plus connus étant les caissons à munition en métal disposant de poignées, souvent utilisé pour transporter des bandes pour mitrailleuses et monté tel quel sur l’arme, notamment sur les véhicules.
À l’échelle inférieure, il existe des boîtes en carton léger contenant quelques dizaines de cartouches disposées individuellement dans des alvéoles en carton ou sur un plateau en plastique, ce qui offre un degré limité de réutilisation. Elle se distingue en cela du paquet, un emballage en papier ou carton qui contient des cartouches en vrac et n’est pas refermable une fois ouvert.

Sur le terrain, les cartouches sont aussi conditionnées sous différentes formes. La ceinture est flexible et sert généralement à alimenter les mitrailleuses. Elle peut être continue ou désintégrable : le premier type est une bande unique qui reste en une pièce quand la cartouche est tirée, tandis que le second est constitué de maillons qui sont éjecté individuellement avec l’étui lors du tir. La lame-chargeur permet de charger facilement le magasin fixe d’une arme, tandis que le chargeur est un magasin mobile. La cartouchière contient les cartouches dans des alvéoles individuelle et sert pour les armes rechargées à l’unité.

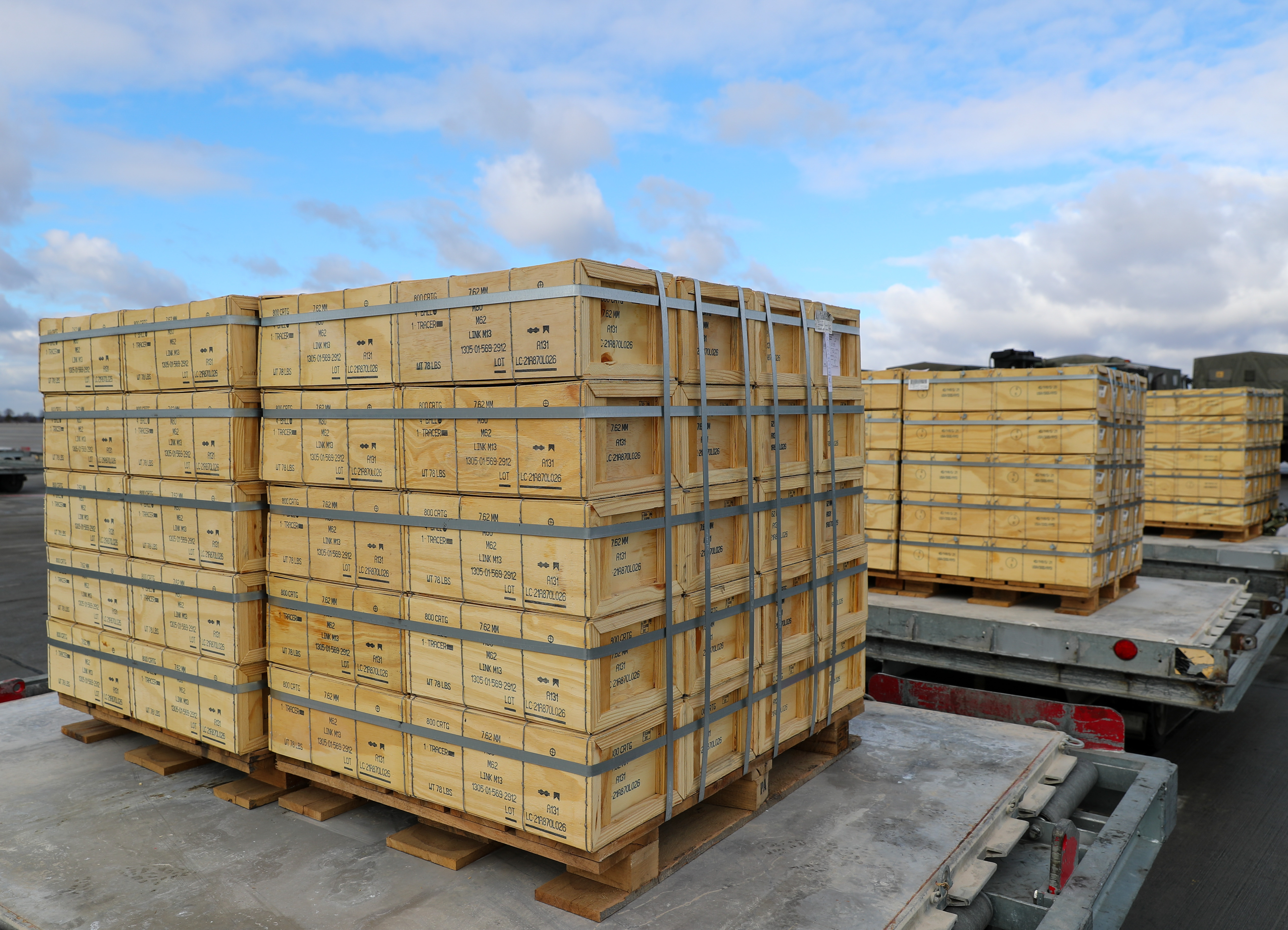
Caisses de cartouches conditionnées en palettes.
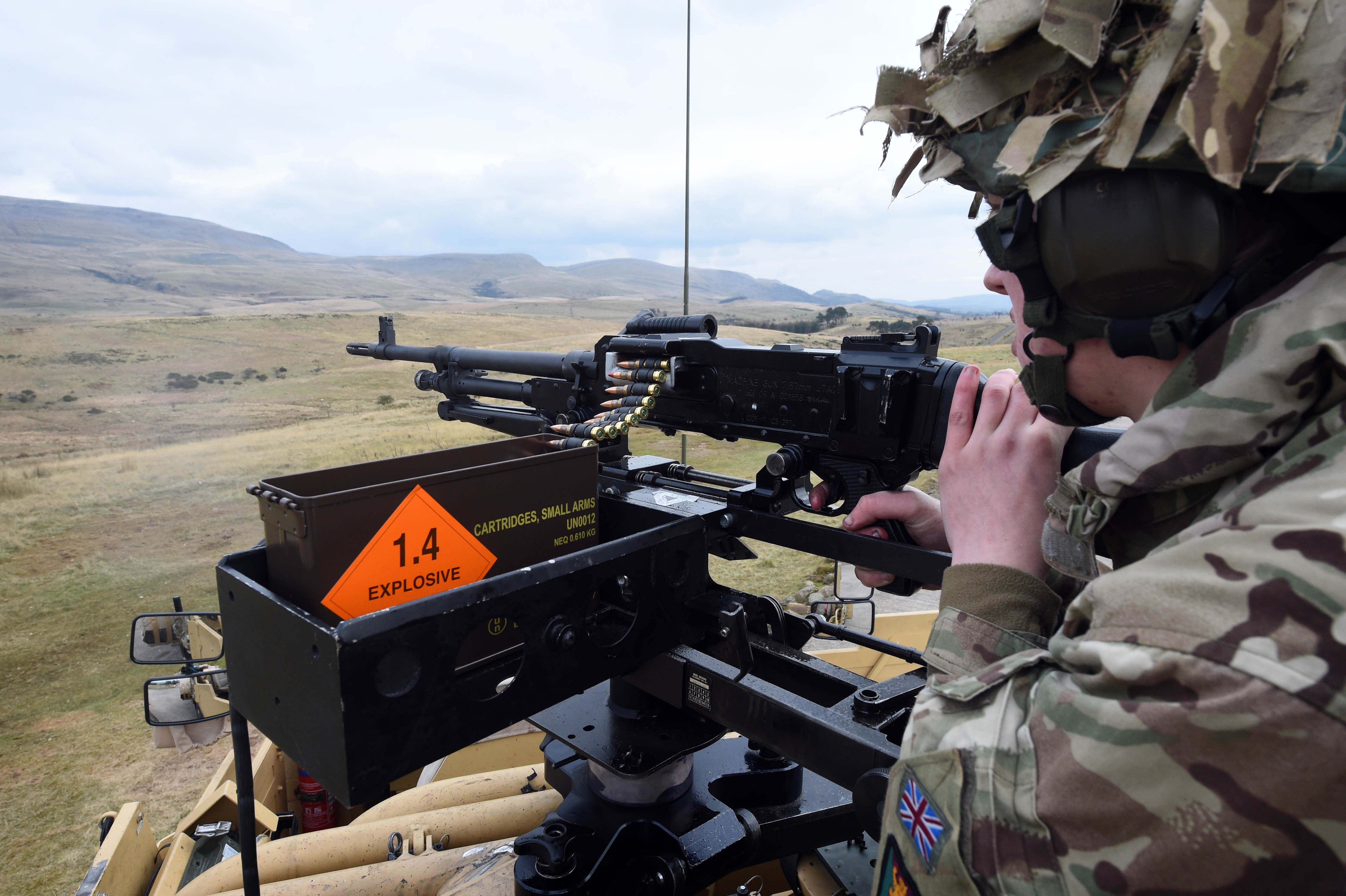
Caisson à munition monté sur une mitrailleuse.
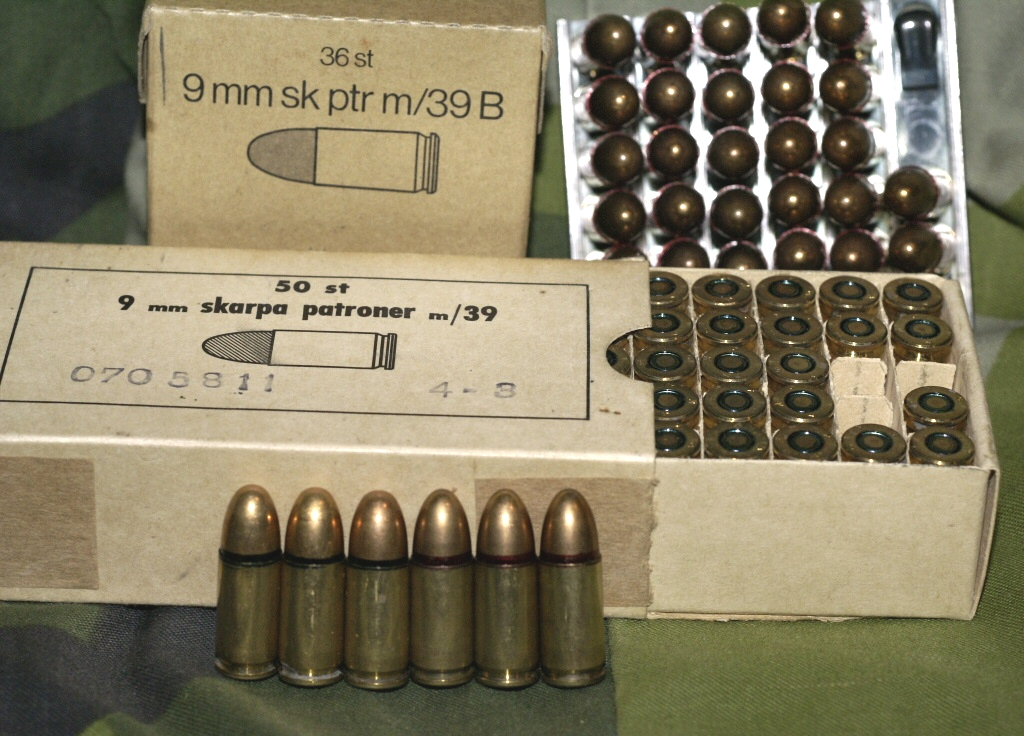
Boîtes de cartouches.
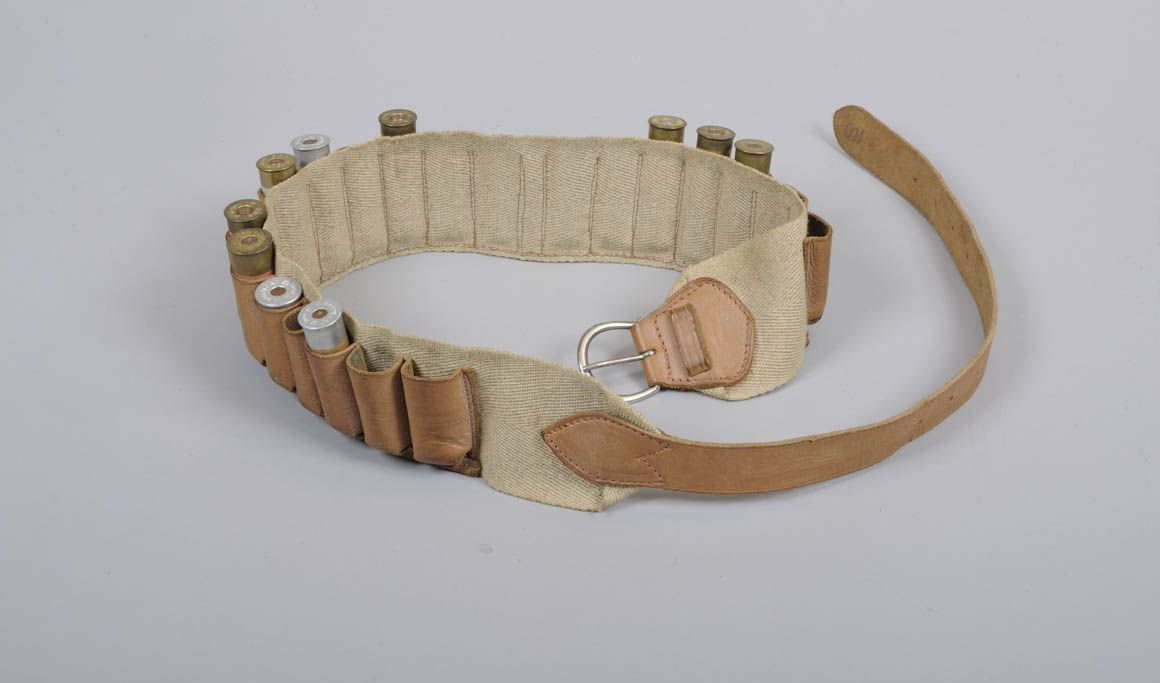
Cartouchière.